# Clásica de Almería 2003
La Clásica de Almería 2003, diciottesima edizione della corsa, si disputò il 2 marzo 2003 per un percorso di 187 km. Fu vinta dal brasiliano Luciano Pagliarini, che terminò in 4h01'30". La gara era classificata di categoria 1.3 nel calendario dell'UCI.

## Classifiche finali

### Ordine d'arrivo (Top 10)
| Pos. | Corridore           | Squadra    | Tempo    |
| ---- | ------------------- | ---------- | -------- |
| 1    | Luciano Pagliarini  | Lamre      | 4h01'30" |
| 2    | Massimo Strazzer    | Phonak     | s.t.     |
| 3    | Aleksej Markov      | Lokomotiv  | s.t.     |
| 4    | Bram de Groot       | Rabobank   | s.t.     |
| 5    | Marc Lotz           | Rabobank   | s.t.     |
| 6    | Iván Herrero        | Labarca 2  | s.t.     |
| 7    | Francisco Gutiérrez | Labarca 2  | s.t.     |
| 8    | Ruslan Ivanov       | Alessio    | s.t.     |
| 9    | Nico Sijmens        | Vlaanderen | s.t.     |
| 10   | Ángel Edo           | Milaneza   | s.t.     |

### Classifica scalatori
| Pos. | Corridore             | Squadra   | Punti |
| ---- | --------------------- | --------- | ----- |
| 1    | José Luis Martínez    | Paternina | 14    |
| 2    | Alexandre Moos        | Phonak    | 12    |
| 3    | Rui Miguel Sousa      | Milaneza  | 5     |
| 4    | Addy Engels           | Rabobank  | 5     |
| 5    | Carlos García Quesada | Kelme     | 3     |

### Classifica mete volanti
| Pos. | Corridore             | Squadra   | Punti |
| ---- | --------------------- | --------- | ----- |
| 1    | Carlos Golbano        | Paternina | 6     |
| 2    | Nikita Eskov          | Lokomotiv | 2     |
| 3    | Juan Carlos Guillamón | Paternina | 2     |
| 4    | Domingo Segado        | Paternina | 2     |

### Classifica sprint
| Pos. | Corridore          | Squadra       | Punti |
| ---- | ------------------ | ------------- | ----- |
| 1    | José Luis Martínez | Paternina     | 3     |
| 2    | Carlos Torrent     | Paternina     | 3     |
| 3    | Sergej Jakovlev    | Deutsche Tel. | 2     |
| 4    | Gustavo Toledo     | Paternina     | 2     |
| 5    | Addy Engels        | Rabobank      | 1     |

### Classifica a squadre
| Pos. | Squadra               | Tempo     |
| ---- | --------------------- | --------- |
| 1    | Lampre                | 12h04'30" |
| 2    | Labarca 2-Cafés Baqué | s.t.      |
| 3    | Lokomotiv             | s.t.      |
| 4    | Rabobank              | s.t.      |
| 5    | Vlaanderen-T Interim  | s.t.      |